# Wólki (Nowy Sącz)
Wólki – część miasta i osiedle Nowego Sącza położone pomiędzy rzeką Dunajec, nasypem linii kolejowej nr 104 relacji Nowy Sącz-Chabówka a Tłokami na południu. Na terenie osiedla ustanowiono także jednostkę pomocniczą gminy osiedle Wólki. 
Granicę osiedla jako jednostki pomocniczej gminy określono następująco: od mostu kolejowego na rz. Dunajec, torem kolejowym do wiaduktu kolejowego, ul. Węgierską do skarpy, skarpą do ul. Orkana, ul. Orkana do potoku Żeglarka, potokiem Żeglarka do skarpy, skarpą do wiaduktu w ul. Węgierskiej, torem kolejowym do granicy osiedla Biegonice, granicą osiedla Biegonice do rzeki Dunajec, rz. Dunajec do mostu kolejowego.
Osiedle powstało w pierwszych latach XX wieku na terenach dawnych pastwisk miejskich, często zalewanych przez Dunajec. Początkowo były to wille urzędników przy ulicach Żeglarskiej i Łokietka. Od 1906 roku dzielnica Nowego Sącza. Pod koniec lat 70. powstało nowe osiedle segmentowych budynków o szeregowej zabudowie.
Nazwa „Wólki” oznacza „mała rola”. Dawniej teren ten nosił nazwę „Roratne”, co oznaczało, że dochody z tutejszych sadów były przeznaczane na roraty, nabożeństwa poranne w adwencie.